# Oklahoma City
För andra betydelser, se Oklahoma City (olika betydelser).

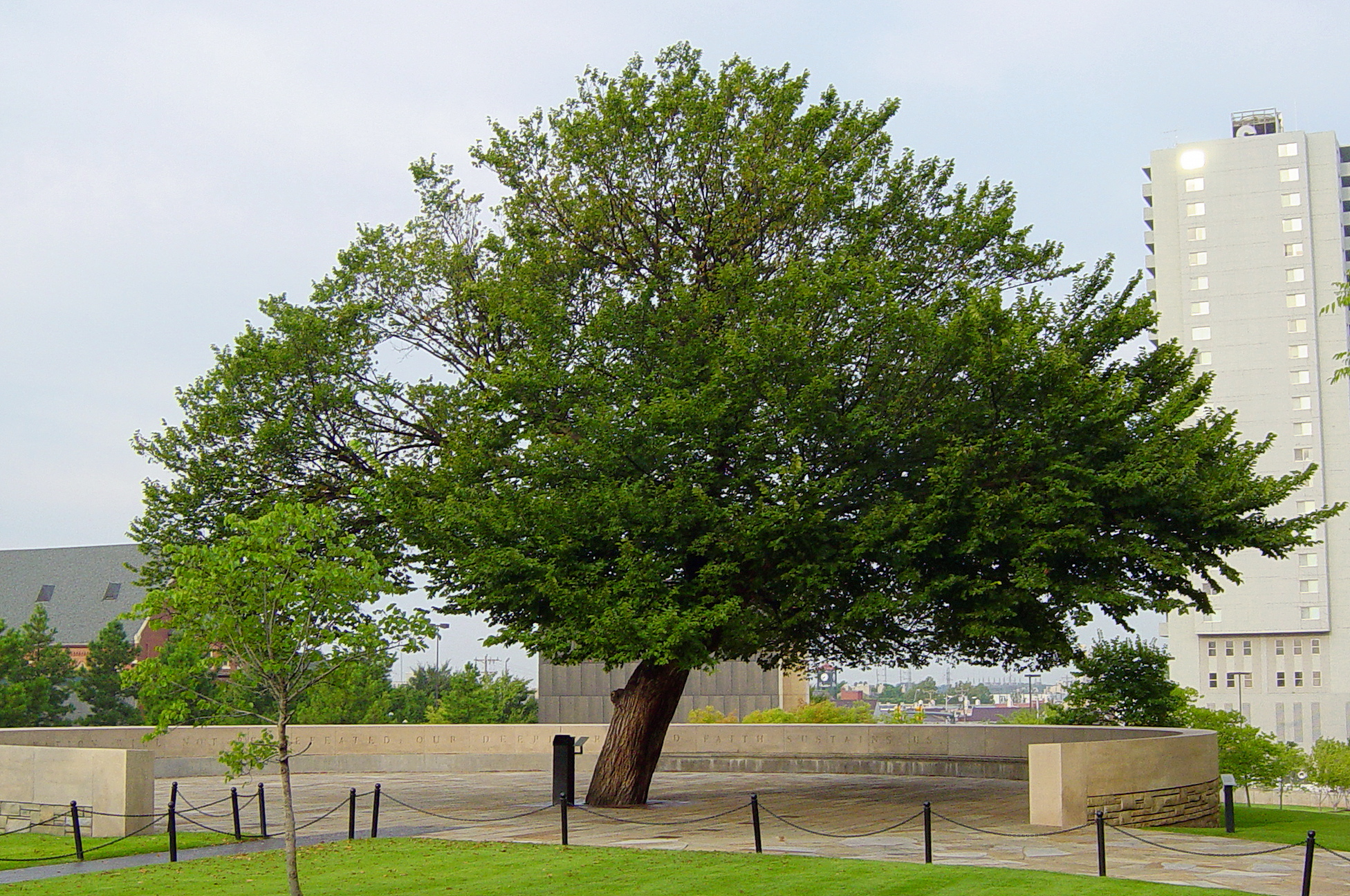
"The Survivor Tree" i Oklahoma City National Memorial, till minne av de döda efter bombdådet 1995.

Oklahoma City är huvudstad och största stad i delstaten Oklahoma i USA. Staden, som grundades 1889, har en befolkning på över 500 000 personer, över en miljon i storstadsområdet.

## Klimat
Visa eller redigera grafens rådata.

## Sport
Basketlaget Oklahoma City Thunder som spelar i den professionella ligan NBA är det mest kända laget från staden.
Även NBA-laget New Orleans Hornets spelade sina matcher i staden 2005-2007 efter att deras arena förstördes under Orkanen Katrina. Golfbanan Oak Tree Country Club utanför Oklahoma City har haft PGA Tour-tävlingar.

## Kända händelser
- Bombådet mot Alfred P. Murrah Federal Building 1995.
- Det stora utbrottet av 76 tromber i Oklahoma den 3 maj 1999, som även drabbade Oklahoma City.